# Самородово
Самородово — посёлок в городском округе Оренбург Оренбургской области.

## География
Стоит у реки Урал и автодороги 53К-2104000.

## История
В 1966 г. Указом Президиума ВС РСФСР посёлок фермы № 1 совхоза «Чкаловский» переименован в Самородово. Новое название, возможно, связано с фамилией Самородов.
Решением Законодательного собрания Оренбургской области от 4 октября 1996 года включён в состав города Оренбург. Затем переведена в муниципальное образование «Город Оренбург».

## Население
| 2010 |
| ---- |
| 1629 |

## Инфраструктура
Средняя Общеобразовательная школа № 70. Загородная база клуба Оренбург.

## Транспорт
Проходит автодорога регионального значения I-II-III-IV категории с асфальтобетонным покрытием 53 ОП РЗ 53К-2104000. Остановка общественного транспорта «Самородово».